# Canon EOS 70D
60D 80D
Le Canon EOS 70D est un appareil photographique reflex numérique construit par Canon.
Il s'agit d'un appareil de milieu de gamme et le plus complet des boitiers reflex experts, sorti fin 2013, successeur du Canon EOS 60D.
Le Canon EOS 70D est le premier reflex Canon doté d’un capteur AF Dual Pixel, technologie permettant une analyse de l’image pour la mise au point de sujets (ou du cadre) en mouvement. Autrement dit : le 70D est le premier Reflex qui sait vraiment faire la mise au point en mode vidéo, en automatique[réf. nécessaire].
Canon a reçu pour ce boîtier le prix TIPA (Technical Image Press Association) du « meilleur reflex averti » en 2014.

## Description
- Capteur CMOS APS-C (22,3 mm × 14,9 mm)
- Définition : 20 millions de pixels
- Ratio image : 3:2
- Objectifs EF et EF-S
- Processeur d'images : DIGIC 5 + (identique au processeur du Canon EOS 5D Mark III)
- Viseur : Pentaprisme avec couverture d'image d'environ 98 %
- Mode Live View avec couverture 100 % et 30 images par seconde
- Autofocus : 19 collimateurs croisés
- Connexion Wi-Fi
- Vidéo Full-HD 1080p avec autofocus continu (AF CMOS Dual Pixel)
- Écran tactile
- Flash intégré
- Micro-ajustement de l'autofocus, permettant de corriger les décalages de la mise au point (introduit sur 50D et supprimé sur le 60D, cette fonction est de retour sur cette gamme avec le 70D).

## Récompenses
Le Canon 70D a gagné le prix TIPA 2014 dans la catégorie Best Digital SLR Advanced.